# Producto semielaborado
Un producto semielaborado, o bienes intermedios, son bienes que agotan su proceso productivo, pudiendo ser o no adquiridos por otros agentes económicos que lo utilicen como una mercancía de Consumo (C) o una mercancía de Inversión (I),es decir, ser utilizado durante varios períodos contables. Pudiendo ser, tanto mercancía de Consumo como de Inversión.
Son los medio elaborado es un paso intermedio entre una materia prima y un bien de consumo. Las materias primas se transforman en productos semielaborados, y estos, posteriormente a bienes de consumo. Por ejemplo, la madera de un árbol (materia prima) se transforma primero a tablones o listones (productos semielaborados).Y, posteriormente, se crea una mesa o un mueble (bienes de consumo) a partir de estos listones o tablones.
Son productos que no se consumen directamente, sino que sirven como materia prima para otras industrias.
La bicicleta de un cartero es un bien final de inversión, ya que es un producto acabado y le facilita desempeñar su función de cartero. Las bicicletas de una tienda de bicicletas son bienes intermedios de inversión, porque permite mantener la actividad económica de dicha tienda, agotando el proceso productivo de las bicicletas en un punto de venta de las mismas.
La cerveza adquirida en el supermercado para consumir en casa es un bien final de consumo. La harina empleada para hacer pan es un bien intermedio de consumo.